# John Lennard-Jones
Sir John Lennard-Jones (Leigh, 27 ottobre 1894 – Stoke-on-Trent, 1º novembre 1954) è stato un matematico, fisico e chimico britannico.
Ottenne la cattedra di fisica teorica presso l'università di Bristol e successivamente quella di chimica teorica presso l'università di Cambridge; è considerato il fondatore della chimica computazionale moderna.
Lennard-Jones è noto per i suoi lavori sulla struttura molecolare, sulla valenza e sulle forze intermolecolari; gran parte dell'attuale ricerca in questi campi si basa su un suo lavoro del 1929, al punto che influenza ancora la moderna ricerca sui liquidi e sulla chimica delle superfici. Non fu molto prolifico dal punto di vista scientifico, ma fu molto innovativo.